# Katharsis
「katharsis」（カタルシス）は、日本のロックバンド・凛として時雨のギター・ボーカルであるTKがTK from 凛として時雨名義として、2018年11月21日にソニー・ミュージックアソシエイテッドレコーズより発売された3枚目のCDシングル。
表題曲は、テレビアニメ『東京喰種トーキョーグール:re』最終章のオープニングテーマとして書き下ろされている。

## 概要

### 背景
本楽曲は、テレビアニメ『東京喰種トーキョーグール:re』最終章のオープニングテーマとして使用されており、TKがテレビアニメシリーズ『東京喰種トーキョーグール』の主題歌を担当するのは、「unravel」以来約4年4ヶ月振りとなった。

TKは『東京喰種トーキョーグール:re』最終章のオープニングテーマに起用されたことについて、次のようにコメントをしている。
| 「                    | この類い稀な物語の中で、 僕の音楽をより一層深くえぐるように鳴らすことが出来ました。 唯一無二の存在はたくさんあれど、 この組み合わせが創り出す世界は究極のそれであると願っています 。たくさんの素晴らしい音が彩ってきた東京喰種の最後のピース、 自分の全てを賭けて埋めさせていただきます。スイさん、 陰ながら作品を共に創ることが出来て嬉しかったです。 本当にお疲れ様でした。 | 」 |
| —TK from 凛として時雨 | |    |

また、レコーディングには、ベーシストの吉田一郎不可触世界、キーボーディストの世武裕子、ドラマーのBOBO、ヴァイオリニストの佐藤帆乃佳などが参加した。

### リリース
2018年9月9日に一ツ橋ホールで行われた『東京喰種トーキョーグール:re』のキャストが出演するイベントにて表題曲が『東京喰種トーキョーグール:re』最終章のオープニングテーマに起用されたことが発表された。翌日にアニメのプロモーション映像が公開され、表題曲の音源が一部が公開された。
同年10月9日に3rdシングル「katharisis」をリリースすることも発表された。CDには表題曲と表題曲のアニメサイズ版、インストゥルメンタル版の他、カップリングとして新曲「memento」が収録された。なお、初回生産限定盤には2017年10月14日にビルボードライブ東京で開催されたアコースティックライブ、「Acoustique Electrick Session」のライブ音源が収録される他、『東京喰種』の原作者である石田スイが描き下ろしたイラストを使用したスリーブが付属する。
同年10月10日0時の『東京喰種トーキョーグール:re』の放送直後より表題曲のフルサイズ版のダウンロード配信、表題曲のアニメサイズ版のダウンロード配信とサブスクリプション配信が先行開始された。
同年11月21日に通常版、初回生産限定盤の2形態でリリースされた。また同日には表題曲のフルサイズ版のサブスクリプション配信が開始された。

## 評価
カルチャーライターのふじもとは「ピアノと弦楽器が織り成す淑やかな世界とTKの切り裂くようなギターを軸としたバンドサウンドが独特の暗然たるサウンドスケープを生み出す怪作」と評価している。

## ミュージックビデオ
CDのリリース日である2018年11月21日にミュージックビデオがYouTubeにて公開された。監督はクリエイティブエージェンシーのmaxillaが担当した。

## 収録内容
| 全作詞・作曲: TK。 |                              |       |            |       |
| #                  | タイトル                     | 作詞  | 作曲・編曲 | 時間  |
| 1.                 | 「katharsis」                | TK    | TK         | 04:26 |
| 2.                 | 「memento」                  | TK    | TK         | 06:32 |
| 3.                 | 「katharsis (TV edit)」      | TK    | TK         | 01:33 |
| 4.                 | 「katharsis (Instrumental)」 | TK    | TK         | 04:22 |
| 合計時間:          | 合計時間:                    | 16:55 |            |       |

| TK from 凛として時雨 “Acoustique Electrick Session” at Billboard Live TOKYO 2017.10.14 |                         |      |            |
| #                                                                                      | タイトル                | 作詞 | 作曲・編曲 |
| 1.                                                                                     | 「dead end complex」    |      |            |
| 2.                                                                                     | 「Secret Sensation」    |      |            |
| 3.                                                                                     | 「Signal」              |      |            |
| 4.                                                                                     | 「Wonder Palette」      |      |            |
| 5.                                                                                     | 「an artist」           |      |            |
| 6.                                                                                     | 「Showcase Reflection」 |      |            |
| 7.                                                                                     | 「last eye」            |      |            |
| 8.                                                                                     | 「contrast」            |      |            |
| 9.                                                                                     | 「unravel」             |      |            |

## 演奏
katharsis
- TK : Vocal, Guitar
- 吉田一郎 : Bass
- BOBO : Drums
- 世武裕子 : Piano
- 佐藤帆乃佳 : Violin
- 村中俊之 : Cello

memento
- TK : Vocal, Guitar
- BOBO : Drums
- 世武裕子 : Piano
- 佐藤帆乃佳 : Violin
- 菊地幹代 : Viola
- 村中俊之 : Cello

TK from 凛として時雨 “Acoustique Electrick Session” at Billboard Live TOKYO 2017.10.14
- TK : Vocal, Guitar
- TOKIE : Bass
- BOBO : Drums
- 平井真美子 : Piano
- 須原杏 : Violin

## タイアップ
| 年     | 楽曲      | タイアップ                                                          |
| ------ | --------- | ------------------------------------------------------------------- |
| 2018年 | katharsis | テレビアニメ『東京喰種トーキョーグール:re』最終章オープニングテーマ |